# Francesco Robba

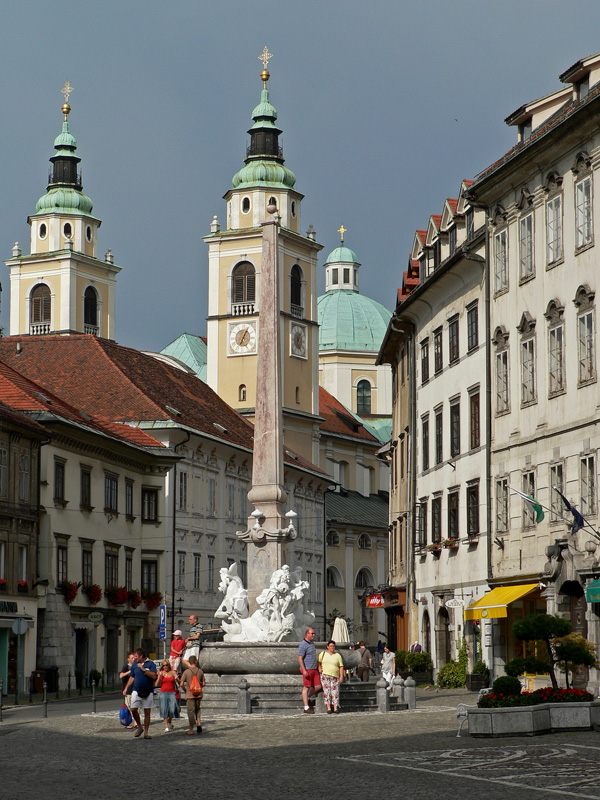
Pileta de Robba
.

Francesco Robba (Venecia, 1 de mayo de 1698–Zagreb, 24 de enero de 1757) fue un escultor italiano del período Barroco. 

## Datos biográficos
Nació en Venecia y falleció en Zagreb, Croacia, a pesar de que vivió la mayor parte de su vida en Liubliana (actualmente en Eslovenia). 
A pesar de que es considerado como el principal escultor de estatuas de mármol del barroco en el sudeste de Europa Central, se ha mantenido prácticamente desconocido para el público internacional.
Recibió su entrenamiento en su arte con el escultor veneciano Pietro Baratta de 1711 hasta 1716. En dicho año se mudó a Liubliana (entonces parte de la Monarquía Habsburgo) a fin de trabajar con el maestro Luka Mislej y de casar a su hija Theresa.
En este período inicial, sus primeras estatuas de mármol aún reflejan la influencia de Pietro Baratta. Cuando Mislej murió en 1727, Robba se hizo cargo de su taller y su clientela. 
Pronto Robba empezó a ganarse su propia reputación y fue premiado con prestigiosas comisiones eclesiásticas, aristocráticas y de los patrones burgueses. 
Aproximadamente en 1729 su trabajo fue aclamado en una carta dirigida al Príncipe Emmerich Esterházy, Arzobispo de Esztergom por, Francesco Saverio Barci, rector del colegio Jesuita de Zagreb.
Desde 1730 su trabajo da testimonio de una creciente confianza en sí mismo. Su virtuosismo técnico se manifiesta en las expresiones emocionales y las refinadas formas de sus estatuas. Durante todo este tiempo no perdió sus contacto con Venecia, pues fue varias veces a visitar su ciudad natal. Esto le permitió permanecer familiarizado con la escultura barroca de Italia y Roma.

## Obras
Sus trabajos más famosos son la Pileta de Robba (1751), representando los tres ríos de Carniola (Ljubljanica, Sava y río Krka); en Liubliana. Fue inspirado por la pileta de Bernini de los Cuatro Ríos en la Plaza Navona.
Otros trabajos incluyen la Pileta Narcissus (Liubliana), el altar y las estatuas (1736) en la iglesia de San James (Liubliana), altar de la catedral de San Nicolás (Liubliana) y un altar n la Iglesia Franciscana de la Anunciación(Liubliana)
El trabajo de Francesco Robba fue resaltado en un simposio científico internacional realizado en Liubliana en 1998.